# Adam Evertsson
Adam Evertsson, född 1974, är en svensk entreprenör, konstnär och författare. Han startade SkrattNet (1996) och året efter kom SViF (Sverige i filmerna) som senare döptes om till Alla Talar Svenska. Han var med och startade spexföreningen Var GladSpexarna i Lund 1999. Evertsson gav 2004 ut boken Bla Bla på förlaget Nicotext. 2018 gav han tillsammans med Jimmy Wilhelmsson på förlaget Fandrake ut nostalgiboken Serietidningsreklam!, bland annat baserad på innehållet från webbplatsen Reklam Från Förr.